# Тюков, Владимир Михайлович
Владимир Михайлович Тюков (17 июля 1921 — 24 апреля 1944) — Герой Советского Союза. Заместитель командира эскадрильи 502-го штурмового авиационного полка (214-й штурмовой авиационной дивизии, 4-я воздушная армия, Северо-Кавказский фронт), старший лейтенант.

## Биография
Владимир Михайлович Тюков родился 17 июля 1921 в городе Майкоп (ныне Республика Адыгея)
в семье крестьянина. Русский. Член КПСС с 1943 года. С 1928 года жил в городе Сходня Московской области. Окончил 7 классов, автогенносварочный техникум и Московский аэроклуб. Работал сварщиком. В армии с 1940 года. В 1942 году окончил Энгельсскую военную авиационную школу пилотов.
В действующей армии с 6-го августа 1942 года. Воевал пилотом, командиром звена, заместителем командира эскадрильи штурмовиков на Закавказском, Северо-Кавказском фронтах и в Отдельной Приморской армии.

## Подвиг
Заместитель командира эскадрильи 502-го штурмового авиационного полка 214-й штурмовой авиационной дивизии, 4-я воздушная армия, Северо-Кавказский фронт старший лейтенант Тюков к ноябрю 1943 года совершил 101 боевой вылет на штурмовку войск противника. При этом им лично уничтожено: танков — 3, автомобилей с войсками и грузами — 57, паровозов — 1, вагонов — 1, повозок с войсками и грузом — 14, бронемашин — 3, арторудий — 7, миномётов — 2, точек зенитных орудий — 12, точек ЗП — 12, складов с боеприпасами — 1; разрушено: домов — 7, блиндажей — 7, рассеяно и уничтожено до 500 солдат и офицеров.
Звание Героя Советского Союза присвоено 13 апреля 1944 года.
Погиб 24 апреля 1944 года в районе города Севастополь на 115-м боевом вылете в двух километрах юго-западнее высоты 172,7. Вместе с командиром погиб его воздушный стрелок старший сержант П. А. Зайцев.

## Награды
- Медаль «Золотая Звезда»[1];
- орден Ленина[1];
- орден Красного Знамени[2];
- орден Красного Знамени[3];
- орден Отечественной войны II степени[4];
- медаль «За отвагу»[3].

## Память

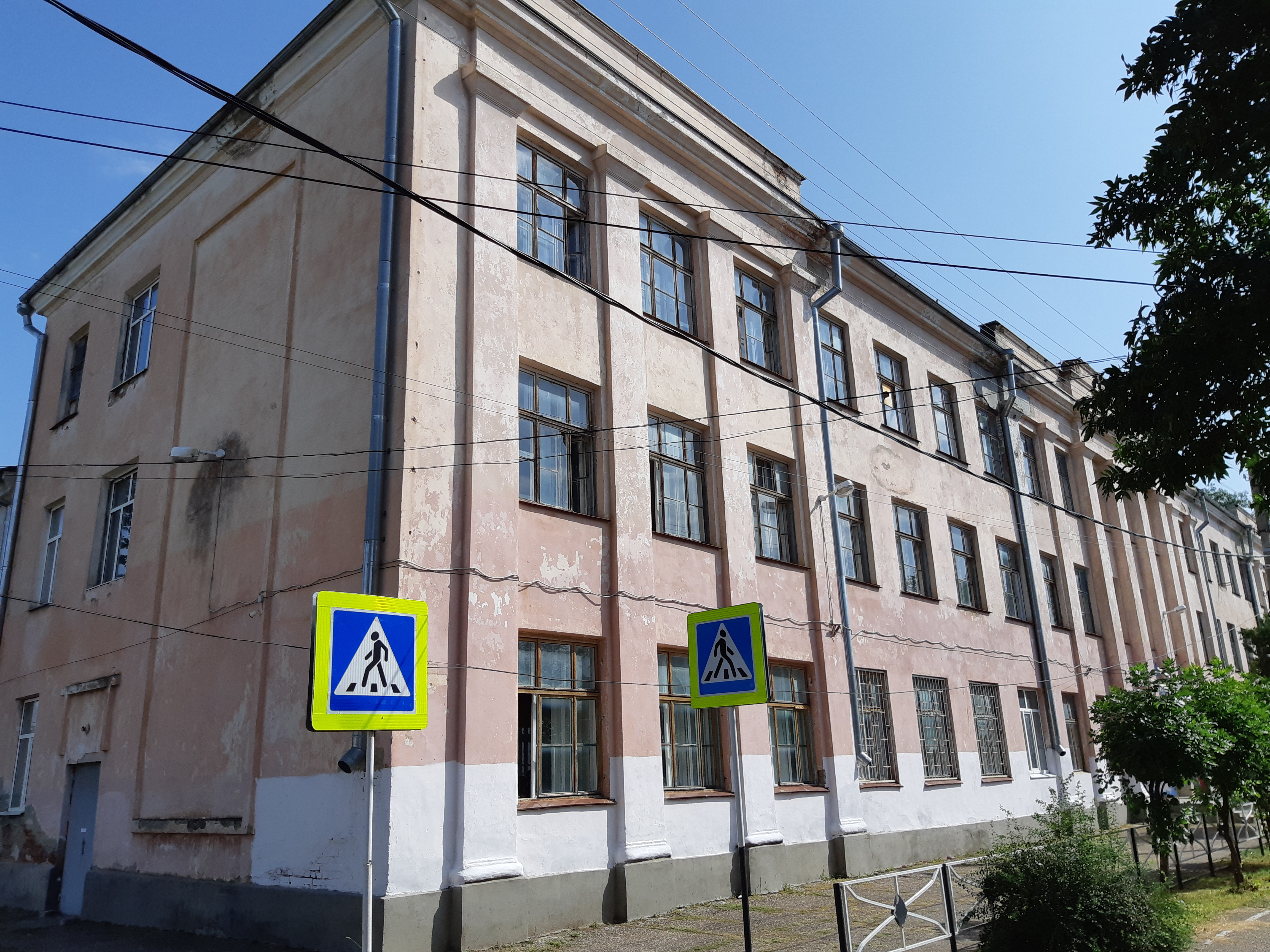
Здание СОШ № 6, где учились в школе Герои Советского Союза В.М. Тюков и Н.В. Кутенко

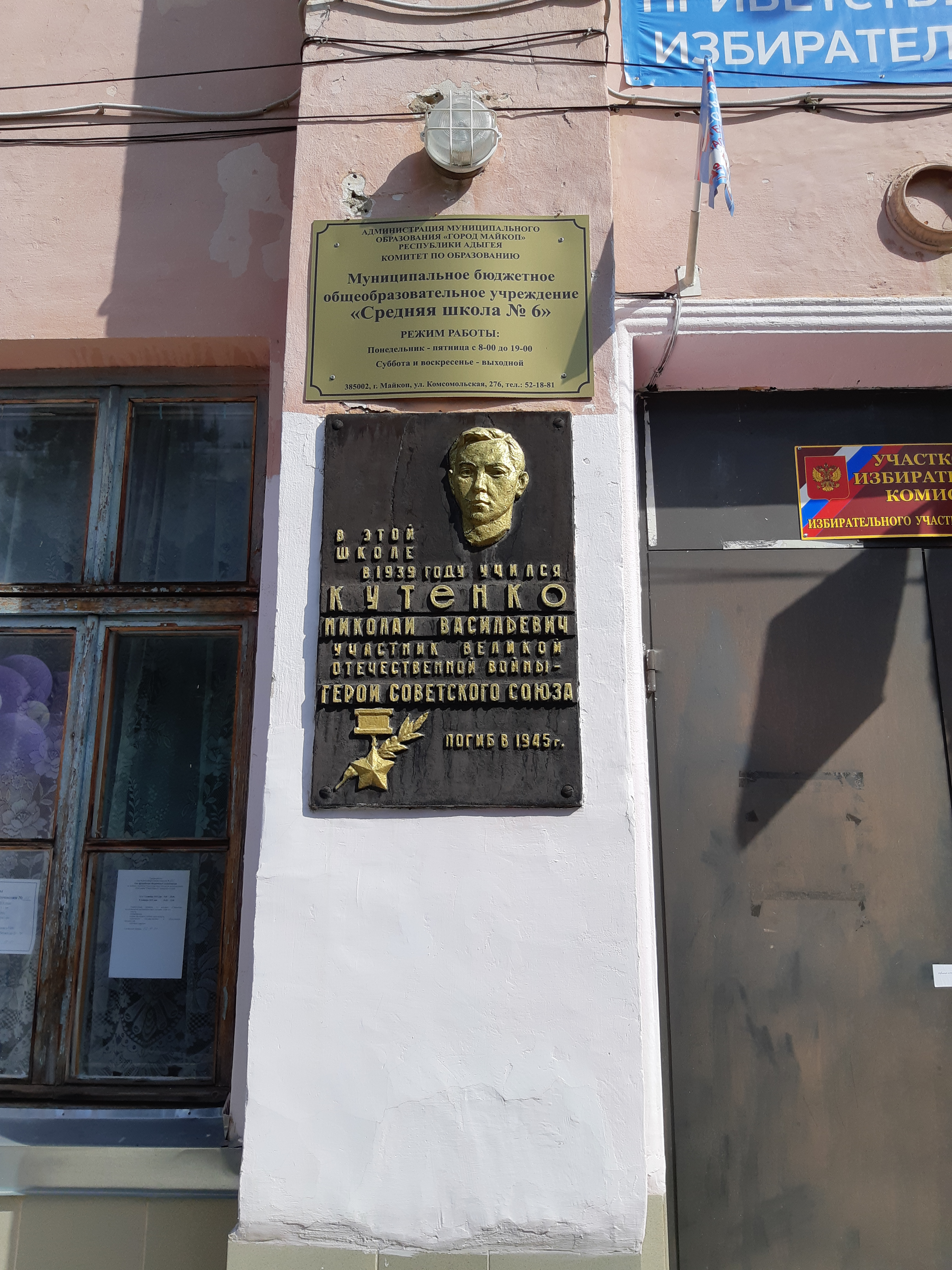
Мемориальная доска Тюкову В. М.

- Имя Героя высечено золотыми буквами в зале Славы Центрального музея Великой Отечественной войны в Парке Победы города Москвы.
- На могиле установлен надгробный памятник.
- Его именем названы улица и пионерский отряд в городе Сходня Московской области.
- Его именем назван улица в селе Орлиное Балаклавского района Севастополя.
- На здании школы № 6 города Майкоп, где учился Герой, установлена мемориальная доска.